# John Eliot Gardiner

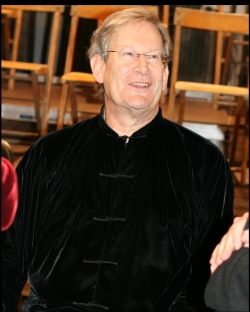
John Eliot Gardiner

Sir John Eliot Gardiner (* 20. dubna 1943) je britský dirigent. V roce 1998 mu byl udělen rytířský titul za službu hudbě.

## Život
Vystudoval historii, arabštinu a středověkou španělštinu na King's College v Cambridge. V roce 1966 založil sbor Monteverdi Choir, v roce 1978 soubor English Baroque Soloists a v roce 1990 Orchestre Révolutionnaire et Romantique. Natočil více než 250 alb, z nichž většinu vydaly společnosti Deutsche Grammophon nebo Philips Classics. Řada nahrávek získala významná odborná ocenění, včetně dvou Grammy. Několikrát dirigoval i Českou filharmonii. Naposledy 29. listopadu 2020 na jednom z adventních koncertů bez publika kvůli probíhající pandemii koronaviru.